# Lindsaea mazaruniensis
Lindsaea mazaruniensis är en ormbunkeart som beskrevs av Jenm. Lindsaea mazaruniensis ingår i släktet Lindsaea och familjen Lindsaeaceae. Inga underarter finns listade.